# Biološka membrana
Biološka membrana ili biomembrana je okružujuća ili odvajajuća membrana koja deluje kao selektivno permeabilna barijera unutar živih bića. Biološke membrane, u vidu eukariotskih ćelijskih membrana, sastoje se od fosfolipidnog dvosloja u kome su smešteni integralni i periferni proteini koji se koriste pri komunikaciji i transportu hemikalija i jona. Lipidna masa u ćelijskoj membrani pruža fluidnu sredinu za proteine da rotiraju i da se lateralno difuzno pomeraju radi fiziološkog funkcionisanja. Ovi proteini su adaptirani na visoku membransku fluidnost okruženja lipidnog dvosloja sa prisustvom anularnih lipidnih ljuski, koje se sastoje od lipidnih molekula čvrsto vezanih za površinu integralnih membranskih proteina. Ćelijske membrane se razlikuju od izolacionog tkiva formiranog od slojeva ćelija, kao što su mukusne membrane, bazalne membrane, i serozne membrane.

## Kompozicija

### Asimetrija
Lipidni dvosloj se sastoji od dva sloja: spoljašnjeg i unutrašnjeg. Komponente dvosloja su neravnomerno distribuirane između dve površine, čime se stvara asimetrija između spoljašnje i unutrašnje površine. Ova asimetrična organizacija je važna za ćelijske funkcije, kao što je ćelijska signalizacija. Asimetrija bioloških membrana odražava se u različitim funkcijama dve strane membrane. Kao što se može videti u fluidnom membranskom modelu fosfolipidnog dvosloja, spoljašnja i unutrašnja strana membrane su asimetrične u pogledu njihove kompozicije. Pojedini proteini i lipidi se nalaze samo na jednoj strani membrane.   
Obe, ćelijske i unutrašnje membrane imaju citosolno i eksoplasmično lice. Ova orijentacija se održava tokom membranske razmene – proteini, lipidi, glikokonjugati okrenuti ka lumenu ER i Goldžijevog kompleksa su izaženi na ekstracelularnoj strani plazmene membrane. Kod eukariotskih ćelija, nove fosfolipide formiraju enzimi vezani za deo membrane endoplasmatičnog retikuluma koja je na strani citosola. Ovi enzimi, koji koriste slobodne masne kiseline kao supstrate, polažu sve novo formirane fosfolipide u citosolnu polovinu dvosloja. Da bi se omogućilo membrani kao celini da uniformno raste, polovina novih fosfolipidnih molekula se mora preneti u suprotni monosloj. Ovaj transfer katalizuju enzimi zvani flipaze. U plazmenoj membrani, flipaze selektivno prenose specifične fosfolipide, tako da različiti tipovi postaju koncentrisani u svakom monosloju.
Upotreba selektivnih flipaza nije jedini način formiranja asimetrije u lipidnim dvoslojevima. Specifično, različiti mehanizmi se odvijaju sa glikolipidima — lipidima koji ispoljavaju uočljiviju i konzistentniju asimetričnu distribuciju u životinjskim ćelijama.

### Lipidi
Biološka membrana se sastoji od lipida sa hidrofobnim repovima i hidrofilnim glavama. Hidrofobni repovi su ugljovodonične strukture, i njihova dužina i zasićenje su važni karakterizaciji ćelija. Lipidni splavovi se javljaju kad se lipidi i proteini agregiraju u domene u membrani. To pomaže u organizaciji membranskih komponenti u lokalizovane oblati koje učestvuju u specifičnim procesima, kao što je prenos signala.
Crvena krvna zrnca, ili eritrociti, imaju jedinstvenu lipidnu kompoziciju. Dvosloj crvenih krvnih ćelija se sastoji od holesterola i fosfolipida u jednakim težinskim proporcijama. Eritrocitna membrana igra presudnu ulogu u zgrušavanju krvi. U dvosloju crvenih krvnih ćelija je pristan fosfatidilserin. On je obično zastupljen na citoplasmičnoj strani membrane. Međutim, on biva prevrnut u spoljašnju membranu i korišten pri zgrušavanju krvi.

### Proteini
Fosfolipidni dvoslojevi sadrže različite proteine. Ovi membranski proteini imaju različite funkcije i karakteristike i katalizuju različite hemijske reakcije. Integralni proteini prolaze kroz membranu i imaju različite domene na svakoj od strana. Integralni proteini su snažno vezani za lipidni dvosloj i ne mogu lako da budu odvojeni. Oni se disociraju jedino putem hemijskog tretmana kojim se razlaže membrana. Periferni proteini se razlikuju od integralnih proteina po tome što su oni imaju slabe interakcije sa površinom dvosloja i mogu se lako disocirati od membrane. Periferni proteini su locirani samo na jednom licu membrane i stvaraju membransku asimetriju.
| Funkcionalna klasa | Proteinski primer                   | Specifična funkcija                                                                                     |
| ------------------ | ----------------------------------- | --- |
| Transporteri       | + pumpa                             | activno ispumpava Na+ iz ćelije i K+ u ćeliju                                                              |
| Učvršćivači        | integrini                           | povezuje intraćelijske aktinske filamente sa proteinima vanćelijskog matriksa                           |
| Receptori          | receptor trombocitnog faktora rasta | vezuje venćelijski i konsekventno generiće intraćelijske signale koji uzrokuju ćelijski rast i deobu    |
| Enzimi             | adenilil ciklaza                    | katalizuje produkciju intraćelijskog signalnog molekula cikličnog u responsu na ekstracelularne signale |

### Oligosaharidi
Oligosaharidi su šećerni polimeri. U membrani, oni mogu da budu kovalentno vezani za lipide čime se formiraju glikolipidi ili kovalentno vezani za proteine čime se formiraju glikoproteini. Membrane sadrže lipidne molekule koji sadrže šećer, poznate kao glikolipidi. U dvosloju, šećerne grupe glikolipida su izložene na ćelijskoj površini, gde one formiraju vodonične veze. Glikolipidi su najekstremniji primer asimetrije lipidnog dvosloja. Glikolipidi izvode ogroman broj funkcija u biološkoj membrani, koje su uglavnom komunikacionog karaktera, uključujući ćelijsko prepoznavanje i međućelijsku adheziju. Glikoproteini su integralni proteini. Oni igraju važnu ulogu u imunskom responsu i protekciji.

## Literatura
- von Heijne G, Rees D (avgust 2008). „Membranes: reading between the lines”. Curr. Opin. Struct. Biol. 18 (4): 403—5. PMID 18634876. doi:10.1016/j.sbi.2008.06.003.
- Brown, Bernard (1996). Biological Membranes (PDF). London, U.K.: The Biochemical Society. стр. 21. ISBN 0904498328. Архивирано из оригинала (PDF) 6. 11. 2015. г. Приступљено 13. 4. 2018.

## Spoljašnje veze
- Mediji vezani za članak Biološka membrana na Vikimedijinoj ostavi
- Membranes на 